# Международная социалистическая партия Подкарпатской Руси
Международная социалистическая партия Подкарпатской Руси (Интернациональная социалистическая партия Подкарпатской Руси; укр. Міжнародна соціалістична партія Підкарпатської Руси) — левосоциалистическое объединение коммунистов и социал-демократов, существовавшее в 1920—1921 на территории Закарпатья, носившего в 1919—1938 название Подкарпатской Руси. Первоначально МСП, включая 69 местных партийных организаций, объединяла около 600 человек, на демонстрациях и стачках могла мобилизовать несколько десятков тысяч. После вхождения в состав Коммунистической партии Чехословакии численность членов возросла до 8 тысяч, преимущественно представителей интеллигенции и рабочих.

## Предыстория
После установления на территории Венгрии советской власти 21 марта 1919 Закарпатье на протяжении 40 дней входило в состав Венгерской советской республики под названием Руська Краина. Созданная посредством объединения Венгерской коммунистической партии и Социал-демократической партии Венгрии Венгерская социалистическая партия (ВСП) открывала на территории Руськой Краины местные организации и к концу марта 1919 была представлена во всех комитатах, городах и ряде крупных сёл. Представители ВСП доминировали в советах Закарпатья; координацией их действий занимался Руськокрайнянский партийный комитет, активными участниками которого были Иван Мондок и Эрнё Сайдлер. Кроме этого, в апреле 1919 Центральный комитет ВСП создал Международную (Интернациональную) социалистически-коммунистическую федерацию, состоявшую из 15 секций, включая русинскую, украинскую и русскую.
После оккупации Руськой Краины румынскими и чехословацкими войсками ВСП на её территории была запрещена, несколько сотен активистов коммунистического и социалистического толка были отправлены в лагеря в Ужгороде, Сигете и Королеве. Однако кое-где местные Советы продолжали существовать, сохранялась массовая база коммунистического движения. Если в самой Венгрии установившаяся правоавторитарная диктатура Миклоша Хорти истребил либо заставил эмигрировать (преимущественно в Австрию) активных деятелей Советской республики, то либерально-демократический режим Первой Чехословацкой республики, в состав которой вошла Подкарпатская Русь, позволял институционально восстановить левосоциалистическую партию.

## Создание
Учредительный съезд Международной социалистической партии Подкарпатской Руси, в работе которого приняли участие более 50 делегатов, состоялся в Ужгороде 21 марта 1920. Съезд принял партийный устав и декларировал намерение партии войти в состав Чехословацкой социал-демократической рабочей партии. При этом вопрос создания профсоюзного центра в Подкарпатской Руси был отложен на позднейшее время. Непосредственно после проведения съезда МСП приняла участие в полутысячной демонстрации, приуроченной к годовщине провозглашения Венгерской советской республики.
Среди основателей МСП было большое количество сторонников разгромленной ВСР, а также бывшие военнопленные, вернувшиеся из Советской России. В деятельности партии большую роль играли венгерскоязычные евреи, численно преобладавшие среди городских жителей края; по сведениям историков Пола Роберта Магочи и Йешаягу Елинека, они составляли половину партийного руководства.
В числе активистов МСП были Иван Мондок, Эрнё Сайдлер, Иван Локота, Иосиф Бойчук, Янош Галгоци, Золтан Фабиан, Иван Щербан, Дюла Катко, Михаил Логойда, Василий Сепеши, Николай Сидоряк. Членами МСП были известный венгерский писатель Бела Иллеш и западноукраинский социалист Александр Бадан-Яворенко. В избранный на учредительном съезде Центральный комитет партии вошли И. Мондок (Мукачево), К. Сюто (Ужгород), И. Балаш (Чоп), Ф. Асталош (Свалява) и М. Шимон (Берегово).
Официальными печатными органами МСП были газеты «Правда» (выходила с 30 апреля 1920) и «Мункаш уйшаг» («Munkás Újság» — «Рабочая газета», изначально «Ужгородский рабочий»; выходила с 31 января 1920) под редакцией Йожефа Гати.

## Деятельность
Партия протестовала против лишённости населения Подкарпатской Руси права голоса на парламентских выборах апреля 1920. В проведённой МСП на ужгородской площади Масарика (ныне Шандора Петёфи) первомайской демонстрации, превратившейся в акцию солидарности с Советской Россией в условиях польско-советской войны, участвовало уже 8 000 человек (в других советских источниках называлось даже число в 20 тысяч участников). После назначения Григория Жатковича губернатором Подкарпатской Руси в июне 1920 МСП в знак протеста объявила стачку, в которой участвовали несколько десятков тысяч человек.
В декабре 1920, во время общечехословацкой политической стачки, МСП выступила организатором забастовки закарпатских рабочих под лозунгами отставки Жатковича и бюрократов из его окружения, отмены положения военной диктатуры, установленной 6 июня 1919 и отменённой только в 1923, а также солидарности с участниками уличных боёв 16—20 декабря 1920 в Праге. Кроме того, в числе требований МСП были освобождение политзаключённых, конфискация помещичьих владений, улучшение продовольственного обеспечения, введение денежных выплат безработным и инвалидам, повышение заработной платы на 30 % и выплата одноразовой помощи рабочим.
После разгона полицией и солдатами митинга в Ужгороде 16 декабря члены Центрального Комитета МСП были арестованы и заключены в береговской тюрьме; действия властей спровоцировали два стихийных митинга 17 декабря. В забастовке активно участвовали также трудящиеся Солотвины, Мукачева, Свалявского и Перечинского округов. В Хусте, Тячеве, Рахове, Ясине, Тересве на краткое время вновь организовывались рабочие и сельские Советы.

## Конец существования
16 января 1921 МСП участвовала в работе съезда в деревне Любочна, на котором 149 делегатов учредили «Марксистскую левую Словакии и Закарпатской Украины». Съезд, который изначально должен был состояться в конце 1920, но был перенесён из-за декабрьских событий, принял 21 условие Коминтерна, за исключением 17-го (предусматривавшего, что все секции Интернационала должны носить название «коммунистических»). Было решено, что следующим шагом должна стать общечехословацкая конференция, которая объединит МЛСЗУ и коммунистические группы Чехии. Партийная деятельность на территории Подкарпатской Руси подчинялась региональному отделению в Ужгороде. Съезд был разогнан жандармерией, и делегаты, избежавшие ареста, были вынуждены на следующий день тайно встретиться в Ружомбероке.
После создания на учредительном съезде 14—16 мая 1921 Коммунистической партии Чехословакии на базе левого большинства Чехословацкой социал-демократической рабочей партии МСП вошла в состав КПЧ на правах Подкарпатской краевой организации. В дальнейшем Компартия сохраняла на территории Подкарпатской Руси широкую поддержку ввиду акцентирования внимания на проблемах края как наиболее отсталого региона Чехословакии.